# Nam Su-hyeon
Nam Su-hyeon (n. 27 ianuarie 2005, Suncheon, Coreea de Sud) este o arcașă ce a reprezentat Coreea de Sud, medaliată olimpică. A participat la o ediție a Jocurilor Olimpice (2024) în care a câștigat o medalie de aur și o medalie de argint.